# 由良瑞希
由良 瑞希（ゆら みづき、1987年3月26日 - ）は、長野県松本市出身のモデル、グラビアアイドル。FX Girlsのメンバー。

## 来歴
長野県松本県ヶ丘高等学校卒業。
2011年までオスカープロモーションに余田 瑞希（よだ みづき）名義で所属し、グラビアアイドルやキャンペーンガールとして活動。
2012年から2013年まで音楽制作会社である株式会社 Creative Intelligence Arts に活動拠点を移し、エミネンス交響楽団を始め、同社所属作曲家、アーティストのマネージャーを務めていた。
現在は英語翻訳家、声優、ナレーター、スピリチュアリスト、セラピストと多岐にわたって活動中。

## 人物
- 特技 普通自動車MT（普通免許）、英検2級、TOEIC850点
- FX Girlsメンバー
- 身長162cm。スリーサイズはB88、W55、H80[3]。

## 受賞
- 電撃オンライン電撃賞（クラリア役/DIVINA）

## 字幕・翻訳作品
- ソウルキャリバーV Original Soundtrack 初回限定盤DVD （2012年1月31日、CIA Records）-字幕翻訳
- ソウルキャリバーV Original Soundtrack ライナーノーツ （2012年1月31日、CIA Records）-翻訳

## 出演

### テレビ
- 一万円札の一生　メインキャバ嬢役
- MOSTI.Tv（テレビ東京） モデル
- トヨタパッソハナ女子大学(IKKO先生)（トヨタパッソハナ女子大学 (http://hana-jo.com/ 配信終了番組)  生徒役

### DVD
1. 余田瑞希1stイメージDVD『歴女の気持ち』(2010年7月2日、アースゲート)[4]
2. 余田瑞希2ndイメージDVD『ハナミズキ』(2010年8月27日、オルスタックピクチャーズ)[5]

### 書籍
- 「スポーツ速読完全マスターBOOK (DVD)」（呉 真由美著） 速読モデル（2010年5月15日、扶桑社）[6]

### 舞台
- Joureney to Eternity 〜国境なきオーケストラ〜　朗読劇　桔梗役（2012年9月28日、株式会社Creative Intelligence Arts）[7]

### イベント
- 東京国際アニメフェア2009（鋼ギャルズ）
- 鋼の錬金術師SPRING CARNIVAL'09（ロイ・マスタング）
- 任天堂カンファレンス2008
- 電撃キャラクターフェスティバル2009（セルティ・ストゥルルソン役/ステージ）
- CEATEC JAPAN
- ガンダムビッグＥＸＰＯ
- アニメイト１日店長（セルティ・ストゥルルソン役）
- 東京ゲームショウ2010 カプコンブース
- ジャンプフェスタ2011
- DIVINA×お兄ちゃんのことなんかぜんぜん好きじゃないんだからねっ!!バレンタインコラボイベント（クラリア役/DIVINA）[8]
- 青の祓魔師（奥村雪男役）[9]